# Cantone di Crest
Il Cantone di Crest è un cantone dell'arrondissement di Die.
È stato costituito a seguito della riforma approvata con decreto del 20 febbraio 2014, che ha avuto attuazione dopo le elezioni dipartimentali del 2015.

## Composizione
Comprende i 28 comuni di:
- Aouste-sur-Sye
- Autichamp
- Barcelonne
- La Baume-Cornillane
- Beaufort-sur-Gervanne
- Chabrillan
- Châteaudouble
- Cobonne
- Combovin
- Crest
- Divajeu
- Eurre
- Gigors-et-Lozeron
- Grane
- Mirabel-et-Blacons
- Montclar-sur-Gervanne
- Montmeyran
- Montvendre
- Omblèze
- Ourches
- Peyrus
- Piégros-la-Clastre
- Plan-de-Baix
- La Répara-Auriples
- La Roche-sur-Grane
- Suze
- Upie
- Vaunaveys-la-Rochette